# عقرب إمبراطوري
عقرب إمبراطوري (بالإنجليزية: Emperor scorpion)‏ (باللاتينية: Pandinus imperator) هو نوع من أنواع العقارب، موطنه الرئيسي في الغابات المطيرة وفي السافانا غرب أفريقيا. يعتبر هذا النوع من العقارب الكبيرة حجماً وتعيش لمدة (6-8) سنوات. جسمها له لون أسود حالك ولكنه يضيء بألون خضراء وزرقاء تحت ضوء الأشعة فوق البنفسجية. هذا النوع يتعرض بشكل كبير لتجارة الحيوانات البرية، لكن هذا النوع مدرج ضمن معاهدة التجارة العالمية لأصناف الحيوان والنبات البري المهدد بالانقراض لحمايته.

## الموطن
يتواجد العقرب الإمبراطوري في الغابات المطيرة في قارة أفريقيا. وهي موجودة أيضاً في غابات السافانا. عُثر عليه في العديد من البلدان الأفريقية، بما في ذلك بنين وبوركينا فاسو وكوت ديفوار وغامبيا وغانا وغينيا وغينيا بيساو وتوغو وليبيريا ومالي ونيجيريا والسنغال وسيراليون والكاميرون.
هذا النوع يسكن الغابات الاستوائية والسافانا المفتوحة. ويحفر العقرب الإمبراطوري تحت التربة ويختبئ تحت الصخور والحطام، وكثيراً ما يحفر في تلال النمل الأبيض.

## الغذاء
تستهلك العقارب الإمبراطورية في المقام الأول الحشرات واللافقاريات الأرضية الأخرى، على الرغم من أن النمل الأبيض يشكل جزءًا كبيرًا من غذائهم الرئيسي. وقد تأكل أيضًا الفقاريات الكبيرة مثل القوارض والسحالي، وقد تكون العقارب الإمبراطوري هو الضحية أحياناً. تحفر هذه العقارب من خلال تلال النمل الأبيض لعمق يصل لـ6 أقدام من أجل اصطياد الفريسة. مخالبها الكبيرة تساعد على تمزيق الفريسة بينما تستخدم الذيل لإدخال السم في نفس الوقت لتسهيل الحصول على الفريسة. يعتمد الصغار على اللدغة السامة لشلّ الفرائس بينما يستخدم الكبار مخالبهم الكبيرة لتمزيق الفريسة.